# Área de conservación privada Qosqoccahuarina
La Área de conservación privada Qosqoccahuarina es un área protegida en el Perú. Se encuentra en el distrito de Ollantaytambo, provincia de Urubamba, región Cusco.
Fue creado el 28 de abril de 2011 mediante la resolución R.M. N.º 089-2011-MINAM. Tiene una extensión de 767.56 hectáreas. Está ubicada en la región Cusco.